# Episodi di Camp Lazlo
Elenco degli episodi della serie televisiva animata Camp Lazlo.
Un episodio pilota intitolato Monkey See, Camping Doo è stato prodotto da Cartoon Network nel 2004, tuttavia non è stato mai trasmesso. L'episodio è stato rielaborato nel primo episodio della prima stagione intitolato Gone Fishin' (Sort of).
La prima stagione, composta da 13 episodi, è stata trasmessa dall'8 luglio al 16 settembre 2005. La seconda stagione, composta da 13 episodi, è stata trasmessa dal 1º ottobre 2005 al 29 giugno 2006. La terza stagione, composta da 13 episodi, è stata trasmessa dal 4 luglio 2006 al 23 febbraio 2007. La quarta stagione, composta da 11 episodi, è stata trasmessa dal 25 maggio al 31 agosto 2007. La quinta stagione, composta da 8 episodi, è stata trasmessa dal 3 settembre 2007 al 27 marzo 2008.
Un episodio speciale intitolato Dov'è Lazlo? è andato in onda il 18 febbraio 2007.
In Italia la prima stagione è stata trasmessa da Cartoon Network dal 5 dicembre 2005. La seconda stagione è stata trasmessa dall'11 settembre 2006. La terza stagione è stata trasmessa dal 29 gennaio 2007. La quarta stagione è stata trasmessa dal 1º novembre 2007. La quinta stagione è stata trasmessa dal 3 marzo 2008.

## Stagione 1
| nº  | Titolo originale       | Titolo italiano             | Prima TV USA      | Prima TV Italia |
| --- | ---------------------- | --------------------------- | ----------------- | --------------- |
| 1a  | Gone Fishin' (Sort of) | Si va a pesca!              | 8 luglio 2005     | 5 dicembre 2005 |
| 1b  | Beans Are from Mars    | Gli scout vengono da Marte  | 8 luglio 2005     | 5 dicembre 2005 |
| 2a  | Snake Eyes             | Occhi da serpente           | 8 luglio 2005     |                 |
| 2b  | Racing Slicks          | La Corsa Bavosa             | 8 luglio 2005     |                 |
| 3a  | Lights Out             | Luci Spente                 | 15 luglio 2005    |                 |
| 3b  | Swimming Buddy         | Galleggia, Boy Scout!       | 15 luglio 2005    |                 |
| 4a  | Parasitic Pal          | Amico Parassita             | 22 luglio 2005    |                 |
| 4b  | It's No Picnic         | Un Picnic rovinato          | 22 luglio 2005    |                 |
| 5a  | The Weakest Link       | Anello più debole           | 29 luglio 2005    |                 |
| 5b  | Lumpy Treasure         | Un Tesoro Grumoso           | 29 luglio 2005    |                 |
| 6a  | Tree Hugger            | L'albero                    | 5 agosto 2005     |                 |
| 6b  | Marshmallow Jones      | Ghiotto di Marshmallow      | 5 agosto 2005     |                 |
| 7a  | Dosey Doe              | Amore a prima vista         | 12 agosto 2005    |                 |
| 7b  | Prodigious Clamus      | Clam pieno di arte          | 12 agosto 2005    |                 |
| 8a  | The Nothing Club       | Il Club del nulla           | 19 agosto 2005    |                 |
| 8b  | Loogie Llama           | Il mio bellissimo Lama      | 19 agosto 2005    |                 |
| 9a  | Float Trippers         | Il Pranzo                   | 26 agosto 2005    |                 |
| 9b  | The Wig of Why         | La Parrucca                 | 26 agosto 2005    |                 |
| 10a | Prickly Pining Dining  | Cena a Prickly Pines        | 2 settembre 2005  |                 |
| 10b | Camp Kidney Stinks     | Camp Kidney Puzza           | 2 settembre 2005  |                 |
| 11a | Slugfest               | Lumacafest                  | 5 settembre 2005  |                 |
| 11b | Beans & Weenies        | Gli Scout e gli Hot-Dogs    | 5 settembre 2005  |                 |
| 12a | Beans & Pranks         | Gli Scout e gli scherzi     | 9 settembre 2005  |                 |
| 12b | Movie Night            | Serata Cinema               | 9 settembre 2005  |                 |
| 13a | The Big Cheese         | Il formaggio                | 16 settembre 2005 |                 |
| 13b | Campers All Pull Pants | Edward, l'abbassa-pantaloni | 16 settembre 2005 |                 |

## Stagione 2
| nº  | Titolo originale                  | Titolo italiano                      | Prima TV USA     | Prima TV Italia |
| --- | --------------------------------- | ------------------------------------ | ---------------- | --------------- |
| 1a  | Hallobeanies                      | Halloween a Camp Kidney              | 1º ottobre 2005  |                 |
| 1b  | Meatman                           | Uomocarne                            | 1º ottobre 2005  |                 |
| 2a  | No Beads, No Business             | Nessun debito, nessun rimborso       | 11 novembre 2005 |                 |
| 2b  | Miss Fru Fru                      | Signora Fru Fru                      | 11 novembre 2005 |                 |
| 3a  | Parent's Day                      | Il Giorno dei genitori               | 18 novembre 2005 |                 |
| 3b  | Club Kidney-Ki                    | Lumacone sta male                    | 18 novembre 2005 |                 |
| 4a  | Handy Helper                      | Un Aiutino                           | 25 novembre 2005 |                 |
| 4b  | Love Sick                         | L'amore fa male                      | 25 novembre 2005 |                 |
| 5a  | Hello Dolly                       | La bambola segreta di Edward         | 27 gennaio 2006  |                 |
| 5b  | Over Cooked Beans                 | La Giornata più calda di Camp Kidney | 27 gennaio 2006  |                 |
| 6a  | The Battle of Pimpleback Mountain | La Battaglia di Pimpleback Mountain  | 17 febbraio 2006 |                 |
| 6b  | Dead Bean Drop                    | La Goccia dello scout spacciato      | 17 febbraio 2006 |                 |
| 7a  | I've Never Bean In A Sub          | Nessuno Scout in un sottomarino      | 3 marzo 2006     |                 |
| 7b  | The Great Snipe Hunt              | La Grande Caccia al Beccaccino       | 3 marzo 2006     |                 |
| 8a  | Burpless Bean                     | Lezioni di rutto                     | 10 marzo 2006    |                 |
| 8b  | Slap Happy                        | Lo Schiaffo                          | 10 marzo 2006    |                 |
| 9a  | Snow Beans                        | La Neve                              | 17 marzo 2006    |                 |
| 9b  | Irreconcilable Dungferences       | Un Giorno Molto Sporco               | 17 marzo 2006    |                 |
| 10a | Mascot Madness                    | La Mascotte                          | 14 giugno 2006   |                 |
| 10b | Tomato Paste                      | Campo Polpa di Pomodoro              | 14 giugno 2006   |                 |
| 11a | Camp Samson                       | Camp Samson                          | 22 giugno 2006   |                 |
| 11b | Beany Weenies                     | Scout Weenies                        | 22 giugno 2006   |                 |
| 12a | There's No Place Like Gnome       | Paura degli gnomi!                   | 23 giugno 2006   |                 |
| 12b | Hot Spring Fever                  | Calda Primavera                      | 23 giugno 2006   |                 |
| 13  | Hello Summer Goodbye Camp         | Ritorno al Campo                     | 29 giugno 2006   |                 |

## Stagione 3
| nº  | Titolo originale                     | Titolo italiano                | Prima TV USA      | Prima TV Italia |
| --- | ------------------------------------ | ------------------------------ | ----------------- | --------------- |
| 1   | 7 Deadly Sandwiches                  | 7 Panini Mortali               | 4 luglio 2006     |                 |
| 2a  | The Big Weigh In                     | Lumpus a caccia                | 11 luglio 2006    |                 |
| 2b  | Hard Days Samson                     | Giorni duri, Samson!           | 11 luglio 2006    |                 |
| 3a  | Waiting for Edward                   | Aspettando Edward              | 20 luglio 2006    |                 |
| 3b  | Beans in Toyland                     | Scout nel mondo dei giocattoli | 20 luglio 2006    |                 |
| 4a  | Where's Clam                         | Dov'è Clam?                    | 26 luglio 2006    |                 |
| 4b  | Bowling For Dinosaurs                | Bowling per i dinosauri        | 26 luglio 2006    |                 |
| 5a  | Squirrel Seats                       | La Gita                        | 17 agosto 2006    |                 |
| 5b  | Creepy Crawly Campy                  | Paura di un insetto            | 17 agosto 2006    |                 |
| 6a  | Sweet Dream Baby                     | Sognidoro                      | 22 agosto 2006    |                 |
| 6b  | Dirt Nappers                         | Pannolini Sporchi              | 22 agosto 2006    |                 |
| 7a  | Spacemates                           | Anime Gemelle dello spazio     | 29 agosto 2006    |                 |
| 7b  | Temper Tee Pee                       | Calma e Rabbia                 | 29 agosto 2006    |                 |
| 8a  | Lazlo Loves a Parade                 | Lazlo e la parata              | 22 settembre 2006 |                 |
| 8b  | Are You There S.M.I.T.S.? I'm Samson | Ci sei S.M.I.T.S.?             | 22 settembre 2006 |                 |
| 9a  | Tusk Wizard                          | Il Problema di Raj             | 29 settembre 2006 |                 |
| 9b  | Squirrel Scout Slinkman              | Lumacone Scout Scoiattolo      | 29 settembre 2006 |                 |
| 10a | Bear-l-y a Vacation                  | Vacanza per orsi               | 2 febbraio 2007   |                 |
| 10b | Radio Free Edward                    | La Radio di Edward             | 2 febbraio 2007   |                 |
| 11a | Valentine's Day                      | San Valentino                  | 9 febbraio 2007   |                 |
| 11b | A Job Well Dung                      | Un Lavoro Ben Sporco           | 9 febbraio 2007   |                 |
| 12a | The Bean Tree                        | L'albero genealogico           | 16 febbraio 2007  |                 |
| 12b | Taking Care of Gretchen              | Prendiamoci Cura di Gretchen!  | 16 febbraio 2007  |                 |
| 13a | Scoop of the Century                 | Lo Scoop del secolo!           | 23 febbraio 2007  |                 |
| 13b | Boxing Edward                        | Edward e la scatola            | 23 febbraio 2007  |                 |

## Stagione 4
| nº  | Titolo originale               | Titolo italiano                                | Prima TV USA   | Prima TV Italia |
| --- | ------------------------------ | ---------------------------------------------- | -------------- | --------------- |
| 1a  | Hold it Lazlo                  | Gara di Bevute                                 | 25 maggio 2007 |                 |
| 1b  | Being Edward                   | Diventando Edward                              | 25 maggio 2007 |                 |
| 2a  | Strange Trout from Outer Space | Una Strana Trota proveniente dall'altro spazio | 6 giugno 2007  |                 |
| 2b  | Cheese Orbs                    | Globi di Formaggio                             | 6 giugno 2007  |                 |
| 3a  | Award to the Wise              | Premio ai saggi                                | 13 giugno 2007 |                 |
| 3b  | Cave Chatter                   | Chiacchiere nelle caverne                      | 13 giugno 2007 |                 |
| 4a  | Ed's Benedict                  | L'uovo di Edward                               | 20 giugno 2007 |                 |
| 4b  | The Book of Slinkman           | Il Libro di Lumacone                           | 20 giugno 2007 |                 |
| 5a  | Never Bean on the Map          | Nessuno Scout in nessuna mappa                 | 27 giugno 2007 |                 |
| 5b  | Harold and Raj                 | Harold e Raj                                   | 27 giugno 2007 |                 |
| 6a  | Lumpus vs. the Volcano         | Lumpus contro il vulcano                       | 11 luglio 2007 |                 |
| 6b  | Nursemaster                    | Nessun Rispetto                                | 11 luglio 2007 |                 |
| 7a  | Dungs in Candyland             | La Confisca delle Caramelle                    | 18 luglio 2007 |                 |
| 7b  | Tour Wars                      | Competizione!                                  | 18 luglio 2007 |                 |
| 8a  | Lazlo's First Crush            | La prima cotta di Lazlo                        | 25 luglio 2007 |                 |
| 8b  | Livin' La Vida Lumpus          | Vivi la vita Lumpus!                           | 25 luglio 2007 |                 |
| 9a  | Samson's Mail Fraud            | La Frode Postale                               | 15 agosto 2007 |                 |
| 9b  | The Haunted Coffee Table       | Il Tavolino infestato                          | 15 agosto 2007 |                 |
| 10a | Friendward                     | Un amico per Edward                            | 22 agosto 2007 |                 |
| 10b | Camp Dinkey                    | Camp Dinkey                                    | 22 agosto 2007 |                 |
| 11a | Doting Doe Eyed Deerest        | Scout Coccolati                                | 29 agosto 2007 |                 |
| 11b | Clown Camp                     | Campo Clown                                    | 29 agosto 2007 |                 |

## Stagione 5
| nº  | Titolo originale             | Titolo italiano                   | Prima TV USA     | Prima TV Italia |
| --- | ---------------------------- | --------------------------------- | ---------------- | --------------- |
| 1a  | Edward's Big Bag             | La Grande Borsa di Edward         | 3 settembre 2007 |                 |
| 1b  | The List                     | La Lista                          | 3 settembre 2007 |                 |
| 2a  | Camp Complain                | Lamentele dal Campo               | 4 settembre 2007 |                 |
| 2b  | The Engagement               | L'impegno                         | 4 settembre 2007 |                 |
| 3a  | Call Me Almondine            | Lo Spettacolo                     | 5 settembre 2007 |                 |
| 3b  | Clam the Outlaw              | Clam il fuorilegge                | 5 settembre 2007 |                 |
| 4a  | Penny for Your Dung          | Un Centesimo per il tuo sterco    | 6 settembre 2007 |                 |
| 4b  | Baby Bean                    | Baby Raj                          | 6 settembre 2007 |                 |
| N/A | Kamp Kringle                 | Babbo Natale va in Vacanza        | 7 dicembre 2007  |                 |
| 5a  | Bad Luck Be a Camper Tonight | La Sfortuna di Samson             | 6 marzo 2008     |                 |
| 5b  | Step Clam                    | Clam e Nina                       | 6 marzo 2008     |                 |
| 6a  | S is for Crazy               | S sta per Samson                  | 13 marzo 2008    |                 |
| 6b  | Samson Needs a Hug           | Samson ha bisogno di un abbraccio | 13 marzo 2008    |                 |
| 7a  | Wedding Bell Blues           | Vi dichiaro Marito e scout        | 20 marzo 2008    |                 |
| 7b  | O Brother Who Art Thou       | O fratello, chi sei               | 20 marzo 2008    |                 |
| 8a  | Peace Frog                   | La Rana della pace                | 27 marzo 2008    |                 |
| 8b  | Lumpus's Last Stand          | L'ultima resistenza di Lumpus     | 27 marzo 2008    |                 |

## Speciali
| nº | Titolo originale | Titolo italiano | Prima TV USA     | Prima TV Italia |
| -- | ---------------- | --------------- | ---------------- | --------------- |
| 1  | Where's Lazlo?   | Dov'è Lazlo?    | 18 febbraio 2007 | 2007            |